# 41 Dafna
41 Dafna (mednarodno ime 41 Daphne, starogrško starogrško Δάφνη: Dáfne) je velik asteroid tipa C v glavnem asteroidnem pasu. 

## Odkritje
Asteroid je odkril Hermann Mayer Salomon Goldschmidt (1802 – 1866) 22. maja 1856. Ime je dobil po Dafni, nimfi iz grške mitologije. 

## Lastnosti
Asteroid Dafna ima temno površino, ki je verjetno je podobna preprostim ogljikovim hondritom.
Asteroid Dafna obkroži Sonce v 4,60 letih. Njegova tirnica ima izsrednost 0,272, nagnjena pa je za 15,765 ° proti ekliptiki. Njegov premer je 174,0 km, okrog svoje osi pa se zavrti v 5,988 urah.

## Naravni sateliti
Asteroid Dafna ima vsaj en naravni satelit, ki ima oznako S/2008 (41) 1.